# Oranssi Pazuzu
Oranssi Pazuzu est un groupe finlandais de black metal psychédélique , originaire de Tampere, formé en 2007.

## Historique
Oranssi Pazuzu est formé en 2007 par Juho « Jun-His » Vanhanen, ancien membre du groupe Kuolleet Intiaani, et le bassiste Ontto, après avoir assisté à un concert d'Emperor. Le nom du groupe combine le terme « orange » (oranssi en finnois) et celui de la divinité mésopotamienne Pazuzu.
En 2008, le groupe enregistre son premier album, Muukalainen Puhuu dans le chalet familial du batteur Korjak. Il est publié l'année suivante, en 2009, sur Spinefarm Records, label auquel le groupe signe en septembre la même année.
Le deuxième album du groupe, Kosmonument, est publié en 2010. L'album suivant, Valonielu, est publié en 2013 au label Svart Records. Deux ans après la sortie de cet album, en décembre 2015, le groupe annonce son entrée en studio pour l'enregistrement d'un nouvel album intitulé Värähtelijä, prévu pour le 26 février 2016 au label 20 Buck Spin pour les États-Unis et Svart Records pour l'Europe. Värähtelijä est le premier album du groupe publié en trois ans.
Oranssi Pazuzu est programmé à plusieurs reprises au Roadburn Festival et joue aussi en France dans le cadre du Hellfest et du Fall of Summer.

## Style musical
Le style musical du groupe combine le black metal avec le rock psychédélique, le space rock et le metal progressif.

## Récompenses et distinctions
- 2016 : l'album Värähtelijä est classé meilleur album de l'année par les lecteurs du site Metalorgie.com[9] et 2e meilleur album de l'année par la rédaction du site[10]

## Membres

### Membres actuels
- Juho « Jun-His » Vanhanen - chant, guitare (depuis 2007)
- Ontto - basse (depuis 2007)
- Korjak - batterie
- Ikon - guitare
- EviL - claviers, percussions

### Anciens membres
- Moit - guitare

## Discographie

### Albums studio
- 2009 : Muukalainen puhuu
- 2010 : Kosmonument
- 2013 : Valonielu
- 2016 : Värähtelijä
- 2020 : Mestarin Kynsi
- 2024 : Muuntautuja

### Albums Live
- 2017 : Live at Roadburn

### EP
- 2017 : Farmakologinen
- 2017 : Kevat / Varimyrsky

### Split
- 2010 : Candy Cane / Oranssi Pazuzu